# Zygmunt Malanowicz

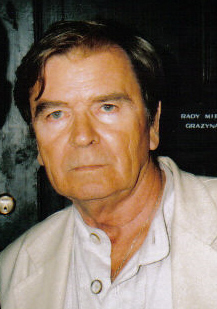
Zygmunt Malanowicz (2007)

Zygmunt Malanowicz (* 4. Februar 1938 in Korkożyszki bei Wilna; † 4. April 2021 oder 5. April 2021) war ein polnischer Schauspieler, Filmregisseur und Drehbuchautor.

## Leben und Karriere
Zygmunt Malanowicz erhielt seine Schauspielausbildung an der Filmhochschule Łódź. Er schloss das Studium 1963 ab. Noch während des Studiums spielte er die jugendliche Hauptrolle in Roman Polańskis Das Messer im Wasser. Es folgten weitere große Rollen in Filmen, unter anderen unter Regie von Andrzej Wajda und Jerzy Skolimowski. Als Drehbuchautor schrieb er gemeinsam mit Andrzej Wajda das Drehbuch zu dessen Film Wyrok na Franciszka Klosa. In der DDR hatte Malanowicz 1963 einen Auftritt in Nackt unter Wölfen unter Regie von Frank Beyer. Neben Kinorollen wirkte Malanowicz auch an vielen Fernsehproduktionen mit, zuletzt im Jahr 2020 an der Fernsehserie Usta Usta.
Seine ersten Theaterengagements nach dem Studium erhielt er in den 1960er Jahren in Zielona Góra, Posen und Nowa Huta. In den 1970er Jahren war er am Teatr Powszechny in Łódź und am Żeromski-Theater in Kielce engagiert. Ab 1980 spielte er in Warschau Theater: zunächst bis 1982 am Studio-Theater, dann von 1982 bis 1991 am Teatr Rozmaitości. Ab 2000 gehörte er zum Ensemble des Dramatischen Theaters Warschau.
Anfang April 2021 starb Malanowicz im Alter von 83 Jahren.

## Filmographie (Auswahl)
- 1961: Das Messer im Wasser (Nóż w wodzie), Regie: Roman Polański
- 1963: Nackt unter Wölfen, Regie: Frank Beyer
- 1966: Barriere (Bariera), Regie: Jerzy Skolimowski
- 1969: Fliegenjagd (Polowanie na muchy), Regie: Andrzej Wajda
- 1970: Landschaft nach der Schlacht (Krajobraz po bitwie), Regie: Andrzej Wajda
- 1971: Wezwanie, Regie: Wojciech Solarz
- 1972: Na krawędzi, Regie: Waldemar Podgórski
- 1973: Der dunkle Fluß (Siemna rzeka), Regie: Sylwester Szyszko
- 1975: Jarosław Dąbrowski, Regie: Bohdan Poręba
- 1977: Jozia – Die Tochter der Delegierten, Regie: Wojciech Fiwek
- 1978: Zapowiedź ciszy, Regie: Lech Majewski
- 1983: Das dritte Gesicht (Tretoto lize), Regie: Janusch Wasow
- 1983: Heroische Pastorale (Pastorale heroica), Regie: Henryk Bielski
- 2004: Tulipany, Regie: Jacek Borcuch
- 2010: Alles, was ich liebe (Wszystko, co kocham), Regie: Jacek Borcuch
- 2010: Unter die Haut - Gefährliche Begierde (Kvinden der drømte om en mand), Regie: Per Fly
- 2015: Sirenengesang (Córki dancingu), Regie: Agnieszka Smoczyńska